# Liste des instituts officiels de statistique
Cette page dresse la liste des instituts nationaux officiels de statistique, chargés de compiler les statistiques démographiques, sociales et économiques ainsi que de planifier, de lever et d’analyser les recensements des différents pays. Ces instituts sont généralement l'unité centrale du système statistique d'un pays, système qui peut aussi comprendre des unités statistiques sectorielles dépendant de ministères plus spécialisés comme ceux de l'agriculture, de l'éducation ou de la santé, ou dépendant d'organismes autonomes comme la Banque centrale. Les États-Unis n'ont pas d'unité centrale, mais plusieurs unités se sont vu confier la responsabilité de divers domaines statistiques fédéraux.
D'autre part, les communautés ou territoires autonomes de certains pays ont été dotés d'un système statistique propre répondant à des besoins de proximité tout en restant lié au système national sans en être une simple émanation régionale.

Liste des instituts nationaux de statistique
| Pays                             | Institution | Site Internet                     |
| -------------------------------- | --- | --------------------------------- |
| Afghanistan                      | Central statistics organization (CSO) | cso.gov.af                        |
| Afrique du Sud                   | Statistics South Africa (Stat SA) | statssa.gov.za                    |
| Albanie                          | Instituti i Statistikës (INSTAT) | instat.gov.al                     |
| Algérie                          | Office national des statistiques (ONS) | ons.dz                            |
| Allemagne                        | Statistisches Bundesamt | destatis.de                       |
| Andorre                          | Departament d'Estudis i d'Estadística (DEE)                                                                                                  | estadistica.ad                    |
| Angola                           | Instituto Nacional de Estatistica | ine.gov.ao                        |
| Antigua-et-Barbuda               | National Bureau of Statistics | statistics.gov.ag                 |
| Arabie saoudite                  | Central department of statistics and information CDSI                                                                                        | stats.gov.sa                      |
| Argentine                        | Instituto Nacional de Estadística y Censos (INDEC)                                                                                           | www.indec.gob.ar                  |
| Arménie                          | ՀԱՅԱՍՏԱՆԻ ՀԱՆՐԱՊԵՏՈՒԹՅԱՆ ԱԶԳԱՅԻՆ ՎԻՃԱԿԱԳՐԱԿԱՆ ԾԱՌԱՅՈՒԹՅՈՒՆ National statistical service of the Republic of Armenia (ARMSTAT)                 | armstat.am                        |
| Australie                        | Australian bureau of statistics (ABS) | abs.gov.au                        |
| Autriche                         | Statistik Österreich (ÖSTAT) | statistik.at                      |
| Azerbaïdjan                      | Comité d'État des Statistiques de la République d'Azerbaïdjan (AZSTAT)                                                                       | azstat.org                        |
| Bahamas                          | The Department of statistics (DOS) | bahamas.gov.bs                    |
| Bahreïn                          | Information & eGovernment Authority statistics-and-population                                                                                | statistics-and-population         |
| Bangladesh                       | Bangladesh bureau of statistics (BBS) | bbs.gov.bd                        |
| Barbade                          | Barbados statistical service (BSS) | barstats.gov.bb                   |
| Belgique                         | Nationaal Instituut voor de Statistiek (NIS) néerlandais Institut national de statistique                                                    | statbel.fgov.be                   |
| Belize                           | Statistical institute of Belize (SIB) | sib.org.bz                        |
| Bénin                            | Institut national de la statistique et de l'analyse économique (INSAE)                                                                       | insae-bj                          |
| Bhoutan                          | National statistics bureau | nsb.gov.bt                        |
| Biélorussie                      | National statistical committee of the Republic of Belarus                                                                                    | belstat.gov.by                    |
| Birmanie                         | Central statistical organization (CSO) | csostat.gov.mm                    |
| Bolivie                          | Instituto Nacional de Estadística (INE) ; espagnol                                                                                           | ine.gob.bo                        |
| Bosnie-Herzégovine               | Federani zavod za statistiku Republički zavod za statistiku Agencija za statistiku Bosne i Hercegovine (BHAS)                                | bhas.ba fzs.ba rzs.rs.ba bhas.ba  |
| Botswana                         | Statistics Botwsana | statsbots.org.bw                  |
| Brésil                           | Institut brésilien de géographie et de statistiques                                                                                          | Iibge.gov.br                      |
| Brunei                           | Department of Statistics (DOS) | deps.gov.bn/Statistics            |
| Bulgarie                         | НАЦИОНАЛЕН СТАТИСТИЧЕСКИ ИНСТИТУТ National statistical institute (NSI)                                                                       | nsi.bg                            |
| Burkina Faso                     | Institut national de la statistique et de la démographie (INSD)                                                                              | insd.bf                           |
| Burundi                          | Institut de statistiques et d’études économiques du Burundi (ISTEEBU)                                                                        | isteebu.bi                        |
| Cambodge                         | National institute of statistics (NIS) ; anglais                                                                                             | nis.gov.kh                        |
| Cameroun                         | Institut national de la statistique (Cameroun) (INS)                                                                                         | ins-cameroun.cm                   |
| Canada                           | Statistique Canada (SC) | statcan.gc.ca                     |
| Cap-Vert                         | Instituto Nacional de Estatística (INE) | ine.cv                            |
| République centrafricaine        | Institut centrafricain des statistiques, des études économiques et sociales (ICASEES)                                                        |                                   |
| Chili                            | Instituto Nacional de Estadísticas (INE) | ine.cl                            |
| Chine                            | Bureau national des statistiques (BNS) | stats.gov.cn                      |
| Chypre                           | Statistical service of the Republic of Cyprus (CYSTAT)                                                                                       | mof.gov.cy/mof/cystat             |
| Colombie                         | Departamento Administrativo Nacional de Estadística (DANE)                                                                                   | dane.gov.co                       |
| Comores                          | Institut national de la statistique, des études économiques et démographiques (INSEED)                                                       | inseed.km                         |
| République du Congo              | Centre national de la statistique et des études économiques (CNSEE)                                                                          | ins-congo.org                     |
| République démocratique du Congo | Institut national de la statistique (INS) | ins.cd                            |
| Îles Cook                        | Statistics office (CISO) | mfem.gov.ck/statistics            |
| Corée du Nord                    | Central bureau of statistics |                                   |
| Corée du Sud                     | Statistics Korea (KOSTAT) | kostat.go.kr                      |
| Costa Rica                       | Instituto Nacional de Estadística y Censos (INEC)                                                                                            | inec.cr                           |
| Côte d'Ivoire                    | Institut national de la statistique (INS) | ins.ci                            |
| Croatie                          | Drzavni zavod za statistiku (DZS) Croatian Central Bureau of Statistics ; anglais                                                            | dzs.hr                            |
| Cuba                             | Oficina Nacional de Estadísticas (ONE) | one.cu                            |
| Danemark                         | Danmarks Statistik Statistics Denmark ; anglais                                                                                              | dst.dk                            |
| Djibouti                         | Institut National de la Statistique de Djibouti (INSD)                                                                                       | insd.dj                           |
| République dominicaine           | Oficina Nacional de Estadísticas (ONE) | one.gob.do                        |
| Dominique                        | Central statistical office | gov.dm/cms                        |
| Égypte                           | Central agency for public mobilization and statistics (CAPMAS) ; anglais                                                                     | capmas.gov.eg                     |
| Émirats arabes unis              | National Bureau of Statistics | uaestatistics.gov.ae              |
| Équateur                         | Instituto Nacional de Estadística y Censos (INEC) ; espagnol                                                                                 | ecuadorencifras.gob.ec            |
| Érythrée                         | National statistics office |                                   |
| Espagne                          | Instituto Nacional de Estadística (INE) | ine.es                            |
| Estonie                          | Statistikaamet (SA) Statistics Estonia (SE)                                                                                                  | stat.ee                           |
| Eswatini                         | Central statistical office | gov.sz/Central statistical office |
| États-Unis                       | Bureau du recensement des États-Unis | www.census.gov                    |
| États-Unis                       | Bureau of Labor Statistics (BLS) | www.bls.gov                       |
| États-Unis                       | Centre américain des données statistiques en éducation (NCES)                                                                                | nces.ed.gov                       |
| États-Unis                       | Agence d'information sur l'énergie (EIA) | www.eia.doe.gov                   |
| États-Unis                       | Service national des statistiques agricoles (NASS)                                                                                           | www.nass.usda.gov                 |
| États-Unis                       | Bureau of Justice Statistics (BJS) | bjs.ojp.gov                       |
| États-Unis                       | Bureau of Economic Analysis (en) (BJS) | www.bea.gov                       |
| États-Unis                       | National Center for Health Statistics (NCHS)                                                                                                 | www.cdc.gov/nchs/                 |
| Éthiopie                         | Agence centrale de la statistique (CSA) | csa.gov.et                        |
| Fidji                            | Fiji islands bureau of statistics (FIBOS) | statsfiji.gov.fj                  |
| Finlande                         | Tilastokeskus | stat.fi, Findicator               |
| France                           | Institut national de la statistique et des études économiques (Insee)                                                                        | insee.fr                          |
| Gabon                            | Direction générale des statistiques (DGS) | stat-gabon.org                    |
| Gambie                           | Gambia bureau of statistics (GBoS) | https://www.gbosdata.org/         |
| Géorgie                          | Office national des statistiques de Géorgie                                                                                                  | geostat.ge                        |
| Ghana                            | Ghana statistical service | statsghana.gov.gh                 |
| Grèce                            | ΓΕΝΙΚΗ ΓΡΑΜΜΑΤΕΙΑ ΕΘΝΙΚΗΣ ΣΤΑΤΙΣΤΙΚΗΣ ΥΠΗΡΕΣΙΑΣ (Γ.Γ. ΕΣΥΕ)                                                                                  | statistics.gr                     |
| Grenade                          | Central Statistical Office (CSO) | gov.gd/ministries/finance         |
| Groenland                        | Naatsorsueqqissaartarfik | stat.gl                           |
| Guatemala                        | Instituto Nacional de Estadística (INE) | ine.gob.gt                        |
| Guinée                           | Institut National de la Statistique | stat-guinee.org                   |
| Guinée-Bissau                    | Instituto Nacional de Estatística e Censos (INEC) Institut national de la statistique et des recensements (INEC)                             | stat-guinebissau.com              |
| Guinée équatoriale               | Dirección General de Estadística y Cuentas Nacionales (DGS) Direction générale de la statistique et des comptes nationaux                    | dgecnstat-ge.org                  |
| Guyana                           | Bureau of statistics (BoS) | statisticsguyana.gov.gy           |
| Haïti                            | Institut haïtien de statistique et d’informatique (IHSI)                                                                                     | ihsi.ayiti.digital                |
| Honduras                         | Instituto Nacional de Estadística (INE) | ine.gob.hn                        |
| Hong Kong                        | Census and statistics department (C&SD) | censtatd.gov.hk                   |
| Hongrie                          | Office central de statistiques (hongrois : Központi Statisztikai Hivatal, KSH)                                                               | ksh.hu                            |
| Inde                             | Central statistical organization | mospi.gov.in                      |
| Indonésie                        | Badan Pusat Statistik (BPS) | bps.go.id                         |
| Irak                             | Central organization for statistics and information technology (COSIT)                                                                       | cosit.gov.iq                      |
| Iran                             | Statistical centre of Iran | amar.org.ir                       |
| Irlande                          | Central statistics office (CSO) | cso.ie                            |
| Islande                          | Hagstofa Íslands Statistics Iceland ; anglais                                                                                                | hagstofa.is                       |
| Israël                           | Bureau central des statistiques israélien | cbs.gov.il                        |
| Italie                           | Istituto nazionale di statistica (ISTAT) | istat.it                          |
| Jamaïque                         | Statistical institute of Jamaica | statinja.gov.jm                   |
| Japon                            | Statistics bureau | stat.go.jp                        |
| Jordanie                         | Department of statistics (DOS) | dos.gov.jo                        |
| Kazakhstan                       | Қазақстан Республикасы Статистика Агенттігінің Statistics agency of Republic of Kazakhstan                                                   | kyzylorda-stat.kz                 |
| Kenya                            | Kenya national bureau of statistics (KNBS)                                                                                                   | knbs.go.ke                        |
| Kirghizistan                     | Национальный статистический комитет Кыргызской Республики National statistical committee of the Kyrgyz Republic                              | stat.kg                           |
| Kiribati                         | Kiribati national statistics office (NSO) | mfed.gov.ki/statistics            |
| Kosovo                           | Kosovo Agency of Statistics (KAS) | ask.rks-gov.net/                  |
| Koweït                           | Central statistical bureau (CSB) | csb.gov.kw                        |
| Laos                             | Lao Statistics Bureau (LSB) | lsb.gov.la                        |
| Lesotho                          | Bureau of statistics (BoS) | bos.gov.ls                        |
| Lettonie                         | Centrālā statistikas pārvalde Central statistical bureau                                                                                     | csb.lv                            |
| Liban                            | Administration centrale de la statistique (ACS) Central administration of statistics (CAS)                                                   | cas.gov.lb                        |
| Liberia                          | Liberia institute of statistics and geo‐information services (LISGIS) ; anglais                                                              |                                   |
| Libye                            | National board for information and documentation                                                                                             |                                   |
| Liechtenstein                    | Statistik Liechtenstein | as.llv.li                         |
| Lituanie                         | Statistikos departamentas Department of statistics                                                                                           | stat.gov.lt                       |
| Luxembourg                       | Institut national de la statistique et des études économiques (STATEC)                                                                       | statec.lu                         |
| Macédoine                        | Државниот завод за статистика State statistical office                                                                                       | stat.gov.mk                       |
| Madagascar                       | Institut national de la statistique (INSTAT)                                                                                                 | instat.mg                         |
| Malaisie                         | Jabatan Perangkaan Malaysia Department of statistics Malaysia                                                                                | statistics.gov.my                 |
| Malawi                           | National statistical office (NSO) | nsomalawi.mw                      |
| Maldives                         | Statistics division (ST) | planning.gov.mv                   |
| Mali                             | Institut national de la statistique (INSTAT)                                                                                                 | instat.gov.ml                     |
| Malte                            | National statistics office - Malta (NSO) | nso.gov.mt                        |
| Maroc                            | Haut-Commissariat au Plan (HCP) | https://www.hcp.ma/               |
| Îles Marshall                    | Economic policy, planning and statistics office (EPPSO)                                                                                      | spc.int/prism/country/mh          |
| Maurice                          | Statistics Mauritius | statsmauritius.gov.mu             |
| Mauritanie                       | Office national de la statistique (ONS) | ons.mr                            |
| Mexique                          | Instituto Nacional de Estadística y Geografía (INEGI)                                                                                        | inegi.org.mx                      |
| États fédérés de Micronésie      | FSM Division of statistics | spc.int/prism/country/fm/stats    |
| Moldavie                         | Biroului Naţional de Statistică (BNS) National bureau of statistics (NBS) ; anglais                                                          | statistica.md                     |
| Monaco                           | Institut monégasque de la statistique et des études économiques (IMSEE)                                                                      | imsee.mc                          |
| Mongolie                         | Монгол улсын статистикийн байгууллага National statistical office of Mongolia                                                                | nso.mn                            |
| Monténégro                       | Statistical office of Montenegro (MONSTAT)                                                                                                   | monstat.org                       |
| Mozambique                       | Instituto Nacional De Estatística (INE) National statistics institute (INE)                                                                  | ine.gov.mz                        |
| Namibie                          | Namibia Statistics Authority (NSA) | nsa.org.na                        |
| Nauru                            | Nauru bureau of statistics | spc.int/prism/nauru               |
| Népal                            | Central bureau of statistics | cbs.gov.np                        |
| Nicaragua                        | Instituto Nacional de Información de Desarrollo (INIDE) ; anglais                                                                            | inide.gob.ni                      |
| Niger                            | Institut national de la statistique (Niger) (INS)                                                                                            | http://www.stat-niger.org/        |
| Nigeria                          | National Bureau of Statistics (NBS) | nigerianstat.gov.ng               |
| Niue                             | Statistics Niue | spc.int/prism/niue                |
| Norvège                          | Statistisk sentralbyrå (SSB) | ssb.no                            |
| Nouvelle-Zélande                 | Statistics New Zealand | stats.govt.nz                     |
| Oman                             | National Center for Statistics and Information                                                                                               | ncsi.gov.om                       |
| Ouganda                          | Uganda bureau of statistics (UBOS) | ubos.org                          |
| Ouzbékistan                      | State Committee of the Republic of Uzbekistan on Statistics                                                                                  | stat.uz                           |
| Pakistan                         | Pakistan bureau of statistics (PBS) ; anglais                                                                                                | http://pbs.gov.pk                 |
| Palaos                           | Office of planning and statistics (OPS) | palaugov.org/Budget and Planning  |
| Palestine                        | Bureau central palestinien des statistiques (PCBS)                                                                                           | pcbs.gov.ps                       |
| Panama                           | Instituto Nacional de Estadística y Censo (INEC)                                                                                             | gob.pa/inec/                      |
| Papouasie-Nouvelle-Guinée        | National statistical office (NSO) ; anglais                                                                                                  | nso.gov.pg                        |
| Paraguay                         | Dirección General de Estadìstica, Encuestas y Censos (DGEEC)                                                                                 | dgeec.gov.py                      |
| Pays-Bas                         | Bureau central de la statistique (CBS) | cbs.nl                            |
| Pérou                            | Instituto Nacional de Estadística e Informática (INEI)                                                                                       | inei.gob.pe                       |
| Philippines                      | Philippine Statistics Authority (PSA) | psa.gov.ph                        |
| Pologne                          | Główny Urząd Statystyczny (GUS) Central statistical office (GUS) ; anglais                                                                   | stat.gov.pl                       |
| Portugal                         | Instituto Nacional de Estatística | ine.pt                            |
| Qatar                            | Ministry of Development Planning and Statistics ; anglais                                                                                    | qsa.gov.qa                        |
| Roumanie                         | Institut national de statistique | insse.ro                          |
| Royaume-Uni                      | Office for National Statistics (ONS) | Office for National Statistics    |
| Russie                           | Service fédéral des statistiques (Rosstat)                                                                                                   | gks.ru                            |
| Rwanda                           | Institut national de la statistique du Rwanda (INSR)                                                                                         | statistics.gov.rw                 |
| Saint-Christophe-et-Niévès       | Statistical office |                                   |
| Saint-Marin                      | Ufficio Programmazione Economica e Centro Elaborazione Dati e Statistica (UPECEDS) Office of économic planning data processing and statistic | upeceds.sm                        |
| Saint-Vincent-et-les-Grenadines  | Statistical office |                                   |
| Sainte-Lucie                     | The Central statistical office of Saint Lucia                                                                                                | stats.gov.lc                      |
| Îles Salomon                     | Solomon islands national statistics office (SINSO)                                                                                           | spc.int/prism/solomons            |
| Salvador                         | Dirección General de Estadística y Censos | digestyc.gob.sv                   |
| Samoa                            | Samoa bureau of statistics (SBS) | sbs.gov.ws                        |
| Sao Tomé-et-Principe             | Instituto Nacional de Estatística (INE) | ine.st                            |
| Sénégal                          | Agence nationale de la statistique et de la démographie (ANSD)                                                                               | ansd.sn                           |
| Serbie                           | Републички завод за статистику (Србије) Statistical office of the Republic of Serbia (SORS)                                                  | stat.gov.rs                       |
| Seychelles                       | National bureau of statistics (NBS) | nsb.gov.sc                        |
| Sierra Leone                     | Statistics Sierra Leone (SSL) | statistics.sl                     |
| Singapour                        | Singapore department of statistics (DOS) | singstat.gov.sg                   |
| Slovaquie                        | Štatistický úrad Slovenskej republiky Statistical office of the Slovak Republic                                                              | statistics.sk                     |
| Slovénie                         | Statistični urad Republike Slovenije Statistical office of the Republic of Slovenia ; anglais                                                | stat.si                           |
| Somalie                          | National bureau of statistics | nbs.gov.so                        |
| Soudan                           | Central bureau of statistics (CBS) | cbs.gov.sd                        |
| Soudan du Sud                    | National Bureau of Statistics | ssnb.org                          |
| Sri Lanka                        | Department of census and statistics (DSC) | statistics.gov.lk                 |
| Suède                            | Statistiska centralbyrån (SCB) | scb.se                            |
| Suisse                           | Office fédéral de la statistique (OFS) | bfs.admin.ch                      |
| Suriname                         | Algemeen Bureau voor de Statistiek in Suriname (ABS)                                                                                         | statistics-suriname.org           |
| Syrie                            | Central bureau of statistics (CBS) ; anglais                                                                                                 | cbssyr.org                        |
| Tadjikistan                      | Statistical Agency under President of the Republic of Tajikistan                                                                             | stat.tj                           |
| Taïwan                           | Statistical bureau | stat.gov.tw                       |
| Tanzanie                         | National bureau of statistics (NBS) | nbs.go.tz                         |
| Tchad                            | Institut national de la statistique, des études économiques et démographiques (INSEED)                                                       | inseedtchad.com                   |
| République tchèque               | Český statistický úřad (CSU) Czech Statistical office (CSO) ; anglais                                                                        | czso.cz                           |
| Thaïlande                        | National statistical office (NSO) ; anglais                                                                                                  | nso.go.th                         |
| Timor oriental                   | Direcção Nacional de Estatística | statistcs.gov.tl                  |
| Togo                             | Institut National de la Statistique et des Etudes Economiques et Démographiques (INSEED)                                                     | inseed.tg                         |
| Tonga                            | Tonga department of statistics (TDoS) | spc.int/prism/Country/TO/         |
| Trinité-et-Tobago                | Central statistical office (CSO) | cso.gov.tt                        |
| Tunisie                          | Institut national de la statistique (INS) | ins.tn                            |
| Turkménistan                     | State Committee for Statistics of Turkmenistan                                                                                               | stat.gov.tm                       |
| Turquie                          | Türkiye İstatistik Kanunu (TURKSTAT) | turkstat.gov.tr                   |
| Tuvalu                           | Tuvalu central statistics division (CSD) | spc.int/prism/tuvalu/             |
| Ukraine                          | State Statistics Service of Ukraine (SSSU) ; anglais                                                                                         | ukrstat.gov.ua                    |
| Uruguay                          | Instituto Nacional de Estadística (INE) ; espagnol                                                                                           | Iine.gub.uy                       |
| Vanuatu                          | Vanuatu national statistics office (VNSO) | vnso.gov.vu/                      |
| Vatican                          | |                                   |
| Venezuela                        | Instituto Nacional de Estadística (INE) ; espagnol                                                                                           | ine.gov.ve                        |
| Viêt Nam                         | General statistics office (GSO) | gso.gov.vn                        |
| Yémen                            | Central statistical organization (CSO) | cso-yemen.org                     |
| Zambie                           | Central statistical office (CSO) | zamstats.gov.zm                   |
| Zimbabwe                         | Zimbabwe National Statistics Agency (ZIMSTAT)                                                                                                | zimstat.co.zw                     |